# Rivellia herinella
Rivellia herinella är en tvåvingeart som beskrevs av Friedrich Georg Hendel 1914. Rivellia herinella ingår i släktet Rivellia och familjen bredmunsflugor.
Artens utbredningsområde är Sri Lanka. Inga underarter finns listade i Catalogue of Life.